# Поцци, Эндрю
Эндрю Уильям «Энди» Поцци (англ. Andrew William «Andy» Pozzi; род. 15 мая 1992, Ройал-Лемингтон-Спа, Уорикшир, Великобритания) — британский легкоатлет, специализирующийся в барьерном беге. Чемпион мира 2018 года в помещении и чемпион Европы в помещении 2017 года в беге на 60 метров с барьерами. Многократный чемпион Великобритании. Участник летних Олимпийских игр 2012, 2016 и 2020 годов.

## Биография

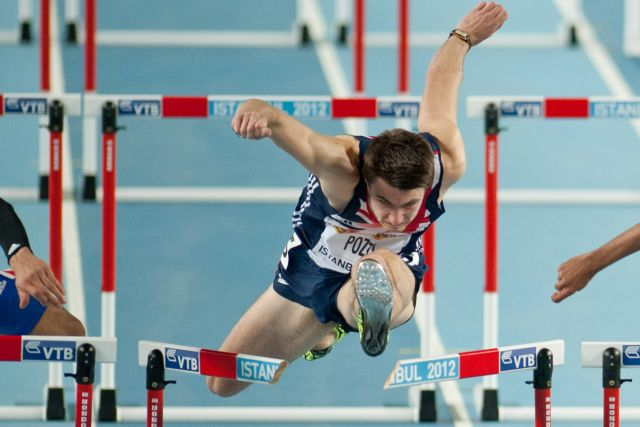
2012 год

Поцци, с десяти лет занимавшийся различными видами спорта (помимо бега играл в футбол и регби на региональном уровне), впервые попробовал свои силы в барьерном спринте в 15 лет. За следующие 4 года ему удалось добиться впечатляющего прогресса и стать одним из сильнейших и перспективных бегунов страны. В 2011 году Энди установил национальный юниорский рекорд на дистанции 110 метров с барьерами (13,29, высота барьеров 99 см) и стал вторым на чемпионате Европы среди спортсменов до 20 лет.
В начале 2012 года 19-летний Поцци выиграл первый в карьере титул чемпиона страны. Этим успехом он заслужил право выступить на чемпионате мира в помещении. На дебютном взрослом международном старте он улучшил свой личный рекорд в предварительном забеге и полуфинале (7,61 и 7,56 соответственно), а в решающем забеге остановился в шаге от медали, финишировав четвёртым.
Летом 2012 года вновь стал чемпионом страны и вошёл в команду для участия в домашних Олимпийских играх. Однако в Лондоне он не смог финишировать в своём предварительном забеге и выбыл из дальнейшей борьбы.
За следующие четыре года Энди выходил на старт считанное количество раз. Из-за преследовавших травм он перенёс около пяти-шести операций на обеих ногах, не позволявших выполнять специальные барьерные тренировки. После ещё одного четвёртого места на чемпионате мира в помещении 2014 года Поцци вновь полтора года занимался реабилитацией после очередного повреждения.
В 2016 году впервые за долгое время улучшил личный рекорд на дистанции 110 метров с барьерами, а также пробился в финал чемпионата Европы. Однако бороться за медали континентального первенства Поцци не стал и не вышел на старт, чтобы не получить травму перед Олимпийскими играми. Выступить в Рио-де-Жанейро на вторых в карьере Играх ему всё же довелось: Энди смог дойти до полуфинала, где показал общее 18-е время.
В зимнем сезоне 2017 года показал три лучших результата в мировом сезоне, в том числе личный рекорд 7,43. На чемпионате Европы в помещении он пробежал 60 метров с барьерами в финале за 7,51, но и этого времени оказалось достаточно для завоевания чемпионского титула.

## Основные результаты
| Год  | Турнир                         | Место проведения         | Дисциплина | Место      | Результат       |
| ---- | ------------------------------ | ------------------------ | ---------- | ---------- | --------------- |
| 2009 | Чемпионат мира среди юношей    | Брессаноне, Италия       | 110 м с/б  | 14-е (1/2) | 13,82 (91,4 см) |
| 2011 | Чемпионат Европы среди юниоров | Таллин, Эстония          | 110 м с/б  | 2-е        | 13,57 (99 см)   |
| 2012 | Чемпионат мира в помещении     | Стамбул, Турция          | 60 м с/б   | 4-е        | 7,58            |
| 2012 | Олимпийские игры               | Лондон, Великобритания   | 110 м с/б  | — (заб.)   | DNF             |
| 2014 | Чемпионат мира в помещении     | Сопот, Польша            | 60 м с/б   | 4-е        | 7,53            |
| 2016 | Чемпионат Европы               | Амстердам, Нидерланды    | 110 м с/б  | —          | DNS             |
| 2016 | Олимпийские игры               | Рио-де-Жанейро, Бразилия | 110 м с/б  | 18-е (1/2) | 13,67           |
| 2017 | Чемпионат Европы в помещении   | Белград, Сербия          | 60 м с/б   | 1-е        | 7,51            |